# Celle di Macra
Celle di Macra est une commune italienne de la province de Coni, dans la région Piémont.

## Histoire
Au XVe siècle, plusieurs familles et individus émigrent de Celle di Macra vers Sainte-Tulle, en Provence, village dépeuplé  où l’immigration piémontaise a été importante.

## Administration
| Période                                  | Période | Identité | Étiquette | Qualité |
| ---------------------------------------- | ------- | -------- | --------- | ------- |
|                                          |         |          |           |         |
| Les données manquantes sont à compléter. |         |          |           |         |

### Communes limitrophes
Castelmagno, Macra, Marmora, San Damiano Macra